# ペドロ・デ・ソウザ・ホルステイン (パルメラ公)
ペドロ・デ・ソウサ・ホルステイン（ポルトガル語: Pedro de Sousa Holstein、1781年5月8日 - 1850年10月12日）は、19世紀前半のポルトガルの外交官、政治家。同国初代首相。初代パルメラ伯爵、パルメラ侯爵、パルメラ公爵でもある。

## 生涯
1781年、トリノで生まれる。ナポレオン1世に対するスペイン独立戦争のさなか、1808年のバイヨンヌの会議においてペドロは「ポルトガル人はフランス皇帝の望むようにはならない」と伝えて名を上げた。1814年のウィーン会議にポルトガル全権大使として出席、スペインに奪われたオリベンサの返還を要求した。また1815年のパリ会議にも出席した。
その後、ロンドンに大使として駐在し、またブラジルの亡命政権で外交問題に対する国務長官に任命される。1820年にポルトガル本土で王室の帰還を求める運動が起こると、ブラジルに亡命中のジョアン6世に知らせて帰還を勧めた。1823年、パルメラ侯爵となりジョアン6世によって外務大臣および新憲法制定委員会の長に任命された。しかし、出来上がった憲法はあまりに自由主義的で、王はこれを承認しなかった。またドン・ミゲルなどの反動勢力に危険視されて、1824年に投獄されてしまった。後に釈放されると国務大臣となり、大使としてロンドンへ戻った。
1828年、ドン・ミゲルが王位を僭称した際（ポルトガル内戦）はポルトで反対勢力の側に立ち、仲間とともにイギリスへ亡命した。ドン・ミゲルはペドロに有罪判決を下してその財産を没収した。しかしブラジル皇帝ペドロ1世はペドロを娘マリア2世の後見人に任命し、ペドロはマリア2世の大使としてイギリス政府に働きかけた。1830年、アゾレス諸島のテルセイラ島で女王の摂政に任命された。またこの頃、イギリス海軍のチャールズ・ネイピア船長と知り合い、ネイピアはマリア2世の自由主義勢力の指揮官になる。1832年、ペドロ1世自らがマリア2世の摂政となると、ペドロは外務大臣となってロンドンからドン・ミゲルに対抗した。1833年、傭兵の一団を引き連れたネイピア船長とともにポルトへ渡り、ネイピアとテルセイラ公アントニオ・セヴェリム・デ・ノローニャともにアルガルヴェへの遠征に参加した。ネイピアがサン・ヴィセンテ岬での海戦で勝利した後、リスボンを占領し、内戦に勝利した。
その後、ペドロは新しい立憲君主制下のポルトガルで初代首相となり1834年9月24日から1835年5月4日まで務めた。また1842年2月の2日間首相となり、1846年にも5月から10月まで首相を務めるなど、生涯で3度首相となった。
1850年10月10日、パルメラ公爵となった。